# Archivio di Stato del Cantone Ticino
Pour les articles homonymes, voir Cantone.
Les Archivio di Stato del Cantone Ticino (ASTi) ou Archives du canton du Tessin (Staatsarchiv des Tessins en allemand) sont les archives cantonales du Tessin, en Suisse.

## Mission et activités
Les Archives du canton du Tessin conservent les archives d'intérêt historique produites par l'administration cantonale. Elles sont responsables du dépôt légal des publications éditées ou imprimées dans le canton : les Ticinensia.

## Histoire
Les archives de l'administration cantonale ont été initiées avec la création du canton du Tessin en 1803, résultat de la fusion des cantons de Lugano et Bellinzone. Le service des archives en tant que tel est créé au début du XXe siècle, il est basé sur La loi sur les Archives d'État depuis 1995 et dépend du Département de l'éducation, de la culture et du sport. 
Les Archives sont situées dans le Palazzo Franscini inauguré en 1999, avec d’autres institutions culturelles : la bibliothèque cantonale, le Centro di dialettologia e di etnografia della Svizzera italiana (centre de dialectologie et d’ethnologie), l’Osservatorio linguistico della Svizzera italiana (observatoire linguistique), l'Ufficio dei beni culturali (office des biens culturels) et la Divisione della cultura e degli studi universitari (division de la culture et des études universitaires).

## Collections conservées
Les archives représentent environ 19 000 mètres linéaires. 
Sont consultables sur Internet : le catalogue des archives (norme ISAD(G)) ; un catalogue des fonds photographiques ; les procès verbaux du Grand Conseil du canton du Tessin de 1803 à 2003 ; les procès verbaux des assemblées constituantes de 1891, 1892 et 1921 ; la liste des députés élus au Grand Conseil du Tessin de 1803 à 2003.
Le servizio bibliografico tient à jour une bibliographie rétrospective du Tessin. Les ASTi sont responsables de ce service depuis 2013.

## Publications

### Collections
- (it) Materiali e documenti ticinesi (MDT). Édition critique de documents des Xe au XVe siècle concernant trois districts tessinois.
  - Série I : District de Léventine, fascicules 1-61, Bellinzone, éd. Casagrande, 1975-2014, pp. 1-2930 - 1171-fin XVe siècle
  - Série II : District de Riviera, fascicules 1-32, Bellinzone, éd. Casagrande, 1978-2016, pp. 1-1536 - années 935-1474
  - Série III : District de Blenio, fascicules 1-40, Bellinzone, éd. Casagrande, 1980-2012, pp. 1-1920 - années 1182-1472

- (it) Bollettino Storico della Svizzera Italiana (BSSI). Revue trimestrielle fondée par Emilio Motta (it) en 1879, dirigée de 1921 à 1941 par Eligio Pometta (it) et de 1942 à 1991 par Giuseppe Martinola. La publication a repris en 2001 après une interruption d’une décennie, elle est accessible en ligne (dès le volume CIV, 2001).

- (it) Repertorio delle fonti iconografiche e d'architettura, Bellinzone, éd. Stato del Cantone Ticino, 2010-